# Carmen Agredano
Carmen Agredano González (La Coronada de Fuente Obejuna, Córdoba, 16 de junio de 1956) es una poetisa, cantante y compositora española.En 2012 ganó un premio Goya a la mejor canción original.

## Trayectoria
Durante su estancia en Cuba, escribió el poema Nana de la hierbabuena y se la envió a Benito Zambrano, que en aquellos momentos estaba rodando la película La voz dormida, inspirada en la novela de Dulce Chacón. Este director le pidió que le pusiera una melodía, y el resultado fue una nana flamenca, con ritmo de zambra, que canta la actriz Inma Cuesta, al darle vida al personaje de Hortensia, la joven madre encarcelada que se despide de su criatura la noche antes de ser fusilada.
En 2013, compuso y cantó En la eternidad, tema central del docudrama Sombras de papel, Gran Canaria Siglo XVIII del director canario Domingo Doreste. En 2014, estrenó en colaboración con la escuela de música de Fuente Obejuna el proyecto Sueños de Siesta. Al año siguiente, en 2015, presentó en la Casa Góngora de Córdoba el libro de poemas Esquinas sin sombra.
En abril de 2016, colaboró con el grupo promotor del futuro monumento a la Prisión de Les Corts de Barcelona, en el homenaje a la activista antifranquista María Salvo Iborra. Ese mismo año, colaboró de nuevo con el director Domingo Doreste, con el texto y la música de la canción Como los vientos, tema principal del documental La habitación del fondo, en homenaje a la escritora, pintora y escultora canaria Pino Ojeda en el centenario de su nacimiento.
Experta conocedora de la copla y la música del mundo rural andaluz, Agredano participa en congresos y ponencias sobre la importancia de este género musical.

## Reconocimientos
La película La voz dormida  se estrenó en septiembre de 2011 en el Festival Internacional de Cine de San Sebastián, y María León ganó la Concha de Plata como mejor actriz revelación. El film tuvo nueve nominaciones a los premios Goya, y en febrero del 2012 la Academia de Artes y Ciencias Cinematográficas le concedió finalmente tres, uno de ellos para la Nana de la hierbabuena de Agredano, como mejor canción original.
El Ayuntamiento de Fuente Obejuna homenajeó a Agredano en 2012, nombrándola hija predilecta de La Coronada.